# Guêpier à front blanc
Merops bullockoides
Espèce
Statut de conservation UICN

 LC  : Préoccupation mineure
Le Guêpier à front blanc (Merops bullockoides) est une espèce d'oiseaux appartenant à la famille des Meropidae largement répandu en Afrique subéquatoriale.

## Description
Le Guêpier à front blanc est un oiseau d'environ 20 cm.
Le front est blanc verdâtre. Les sourcils sont verts. Le sommet de la tête et la nuque sont alezan pâle assombri de vert. Le dos, les épaules, les ailes et le dessus de la queue sont vert foncé. Les pennes secondaires sont grossièrement marquées de noir. L’œil est placé au milieu d'une bande noire soulignée de blanc. La gorge est rouge. La poitrine et le ventre sont de couleur rouille à olive verte. Le croupion et les plumes sous-caudales sont d'un bleu profond. Le bec et les pattes sont noirs. Le dessous de la queue est noir.

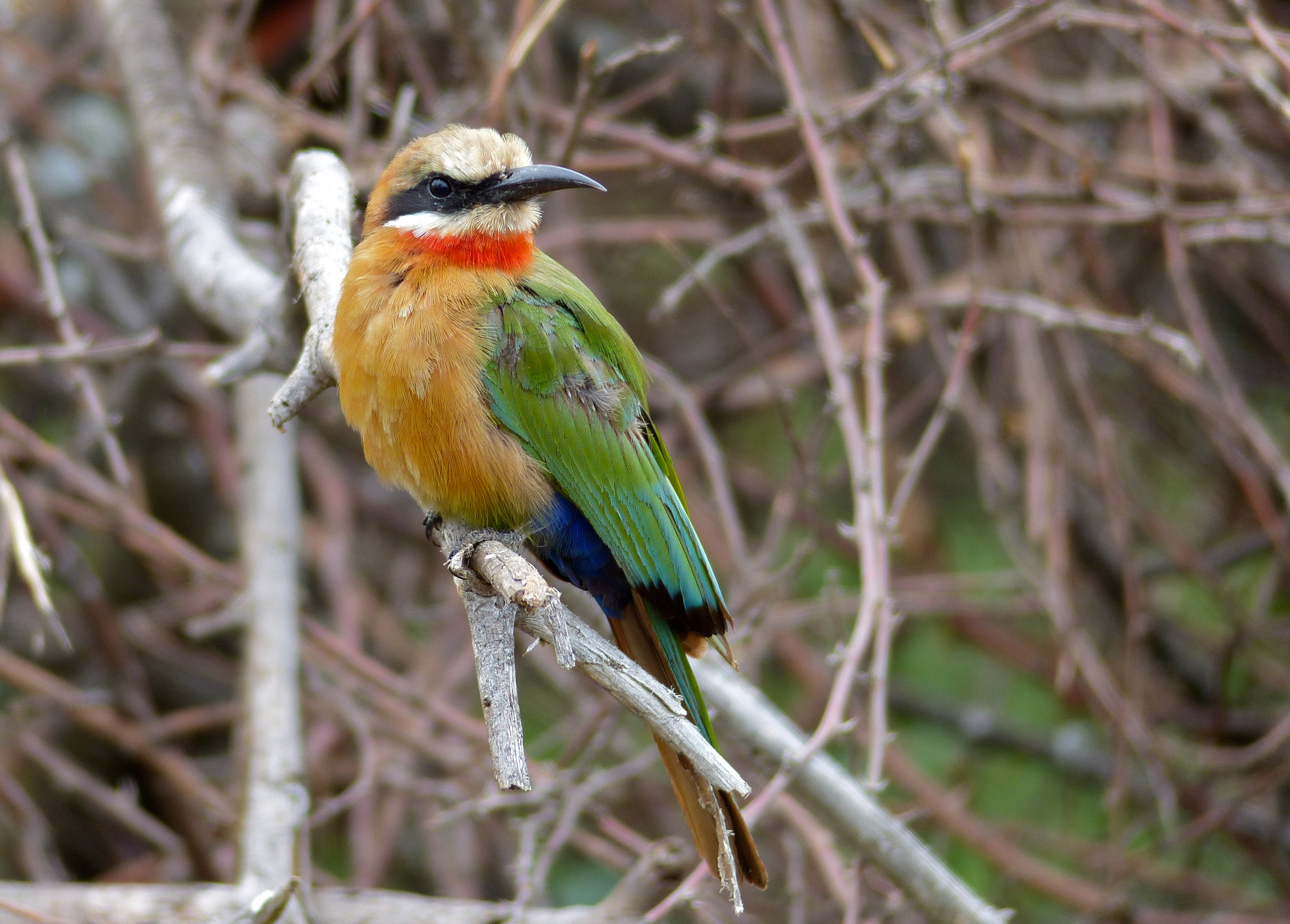
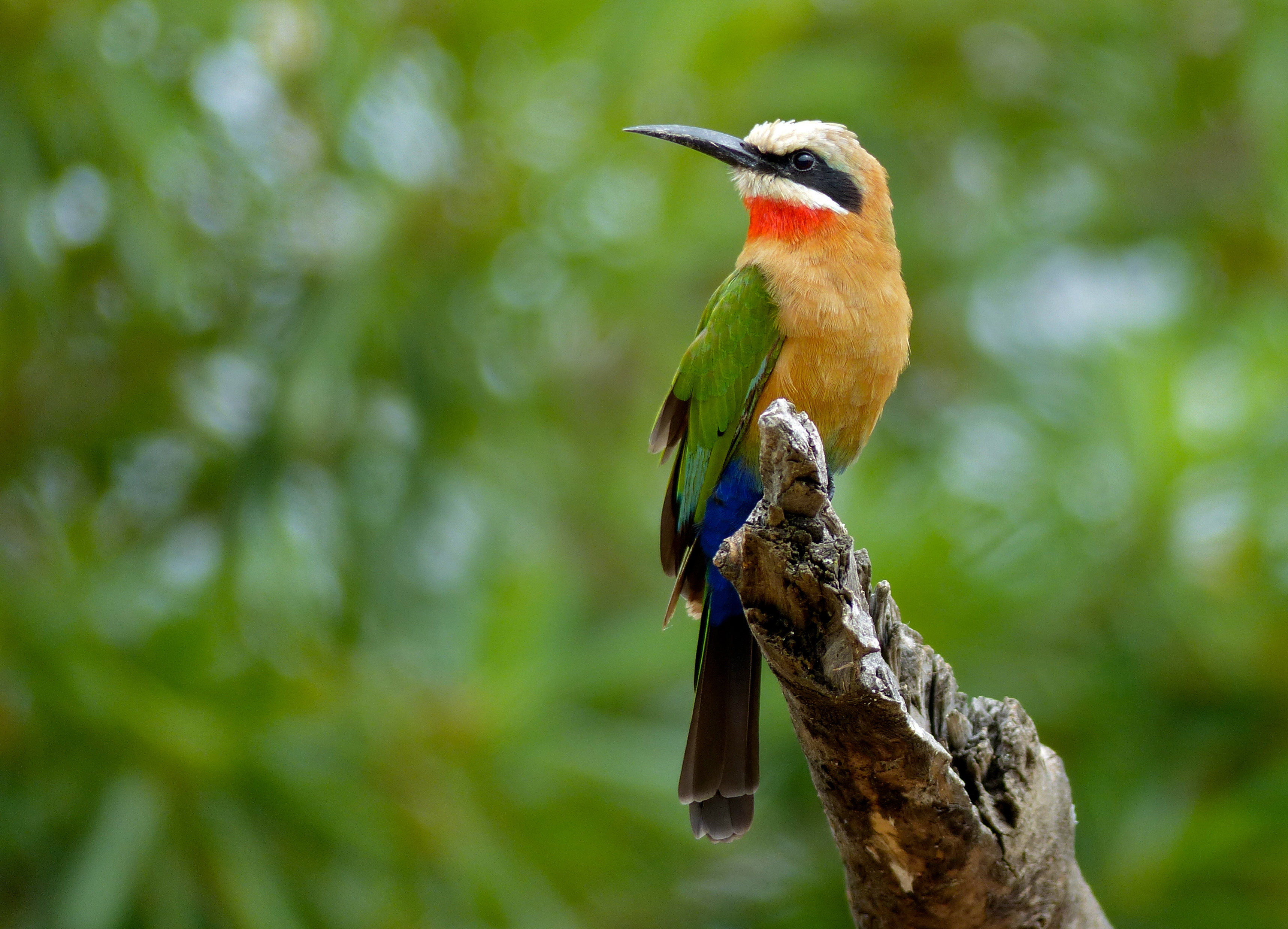
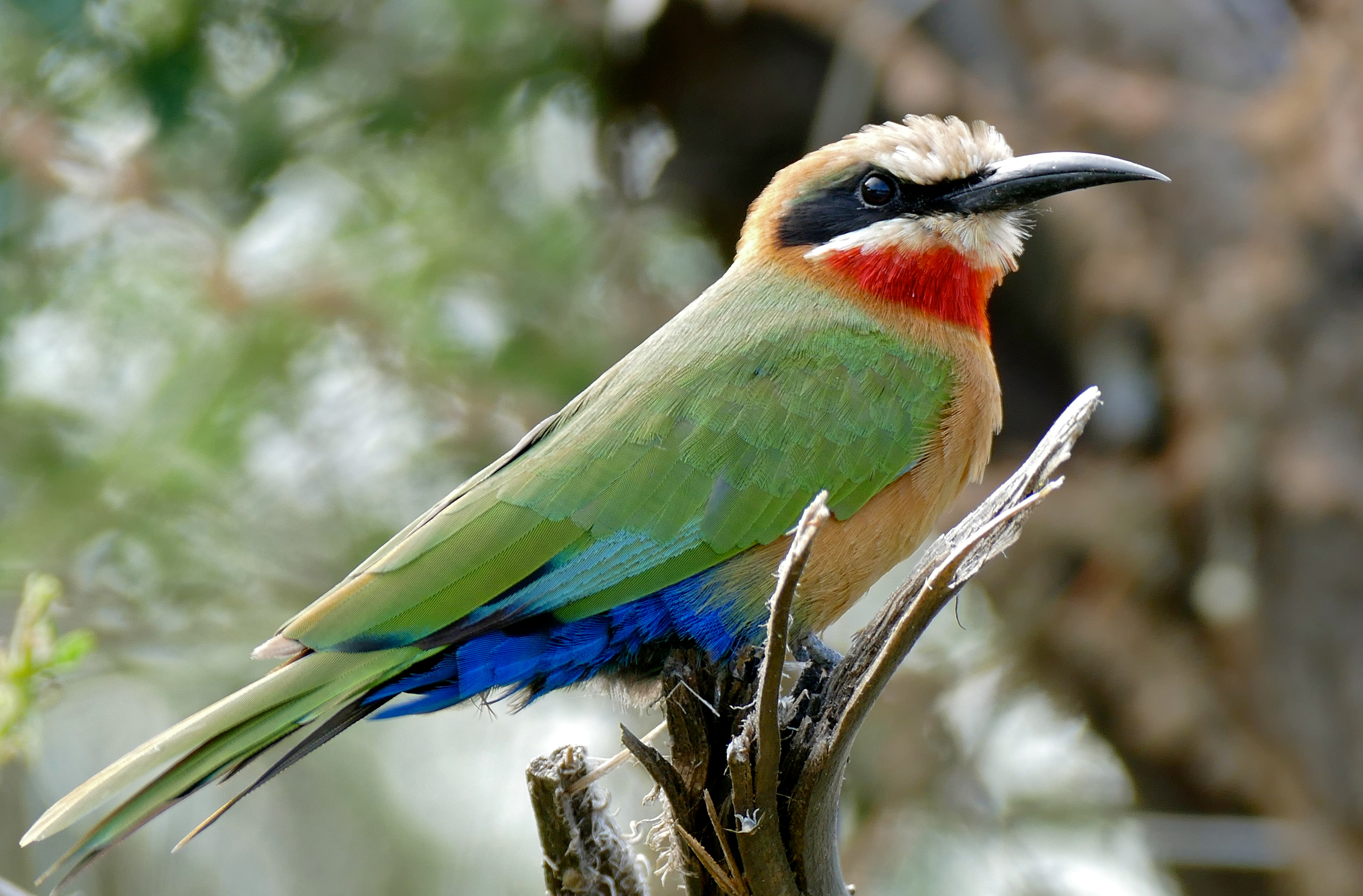
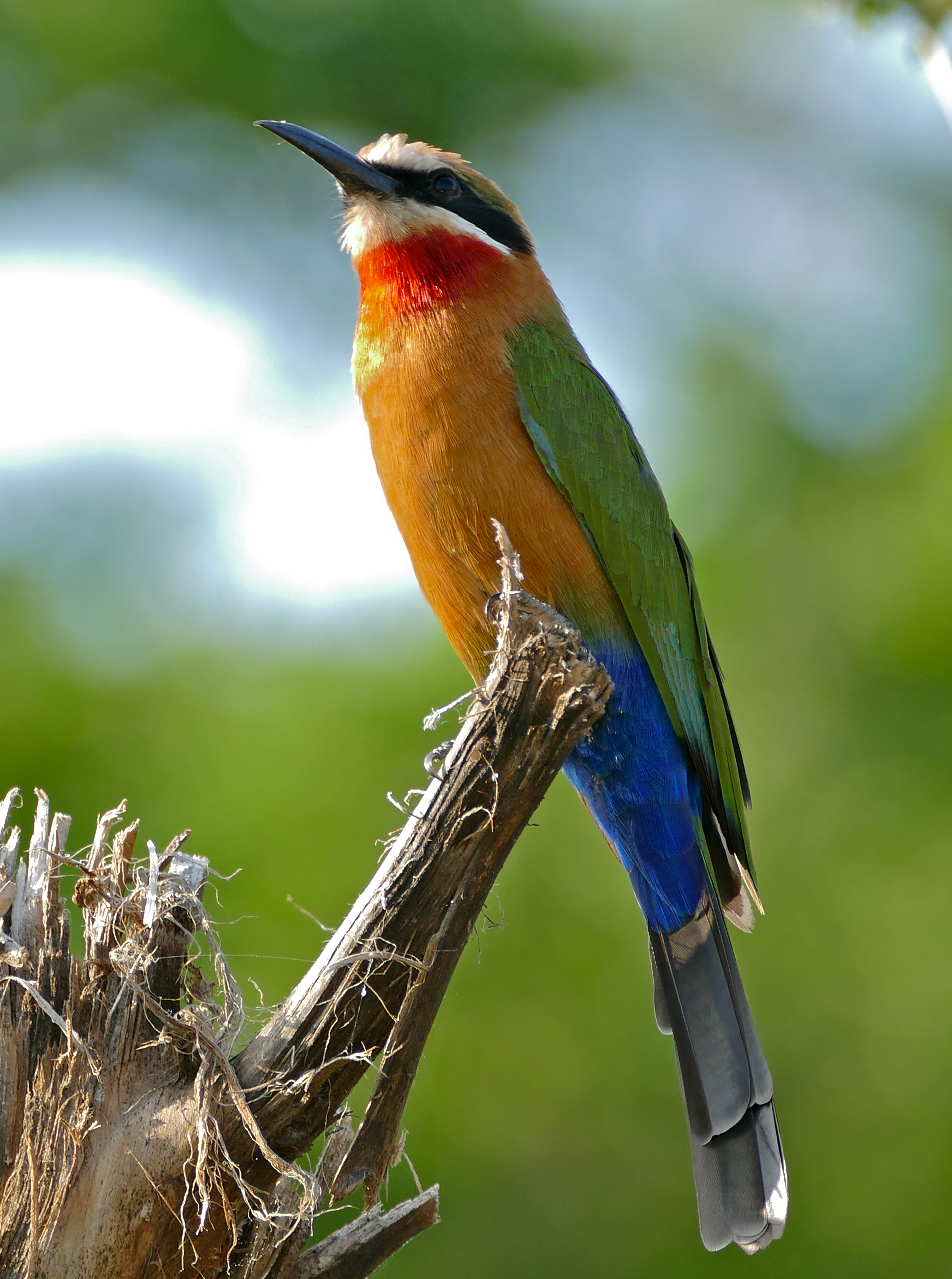
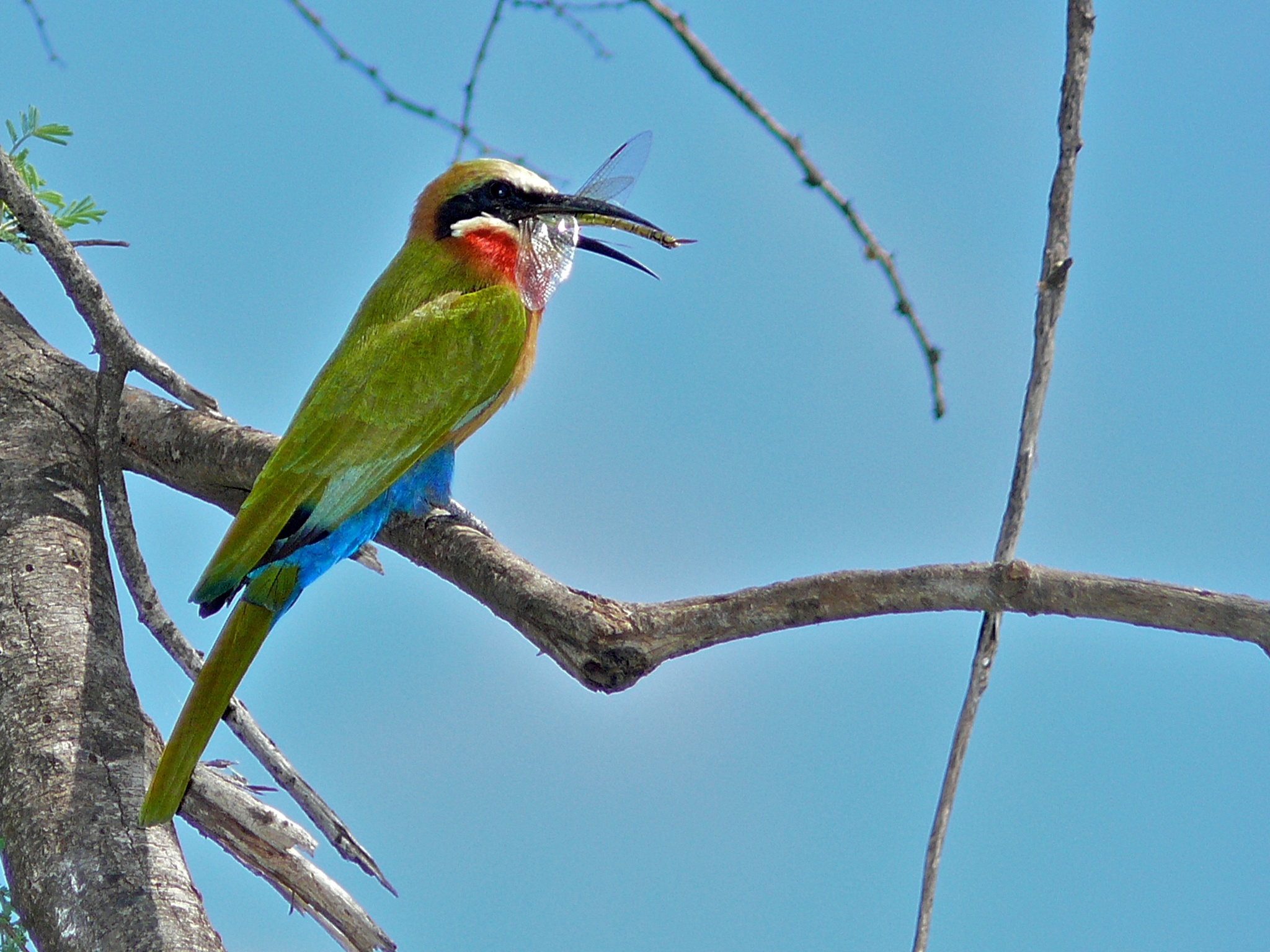
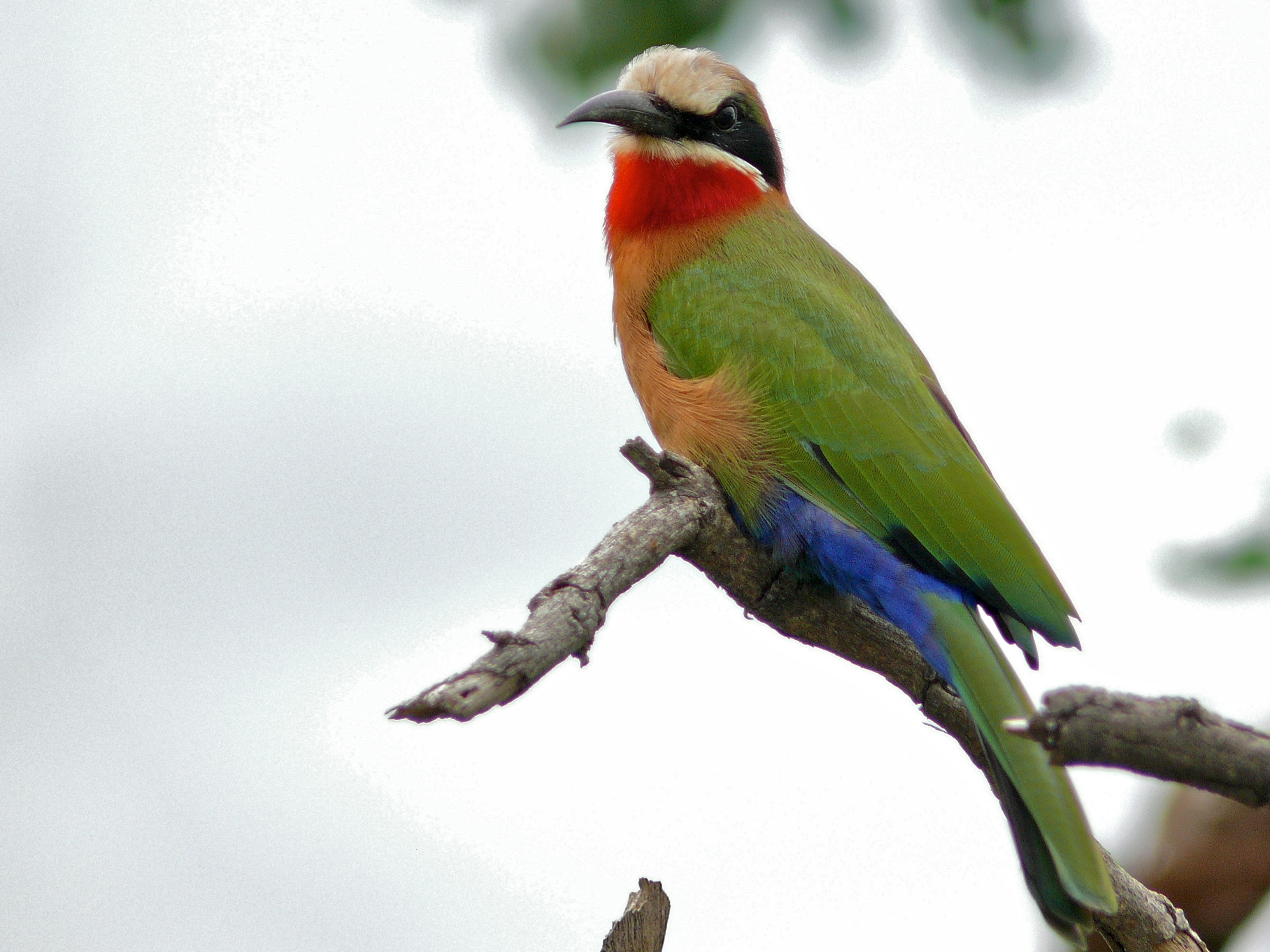
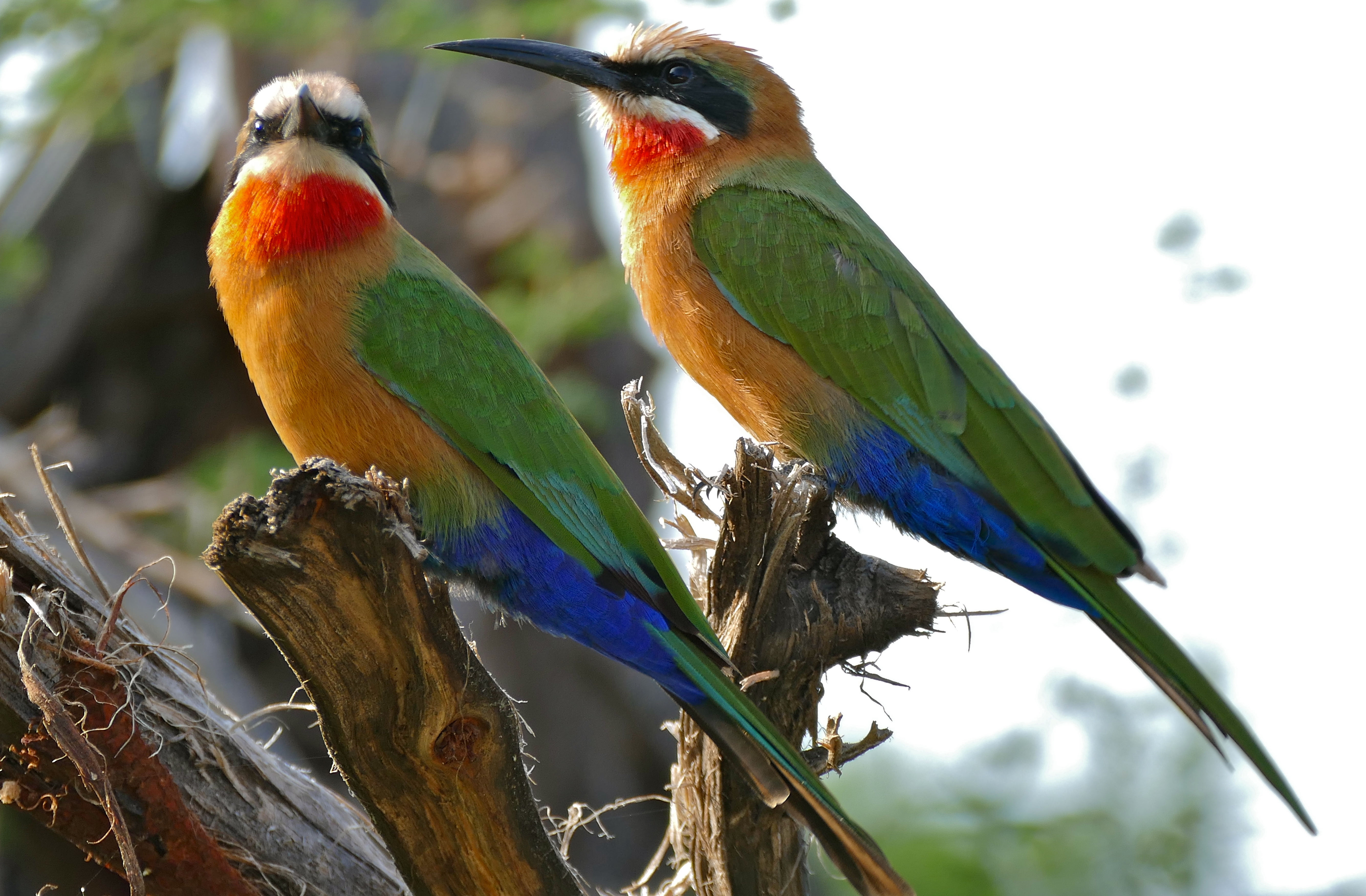
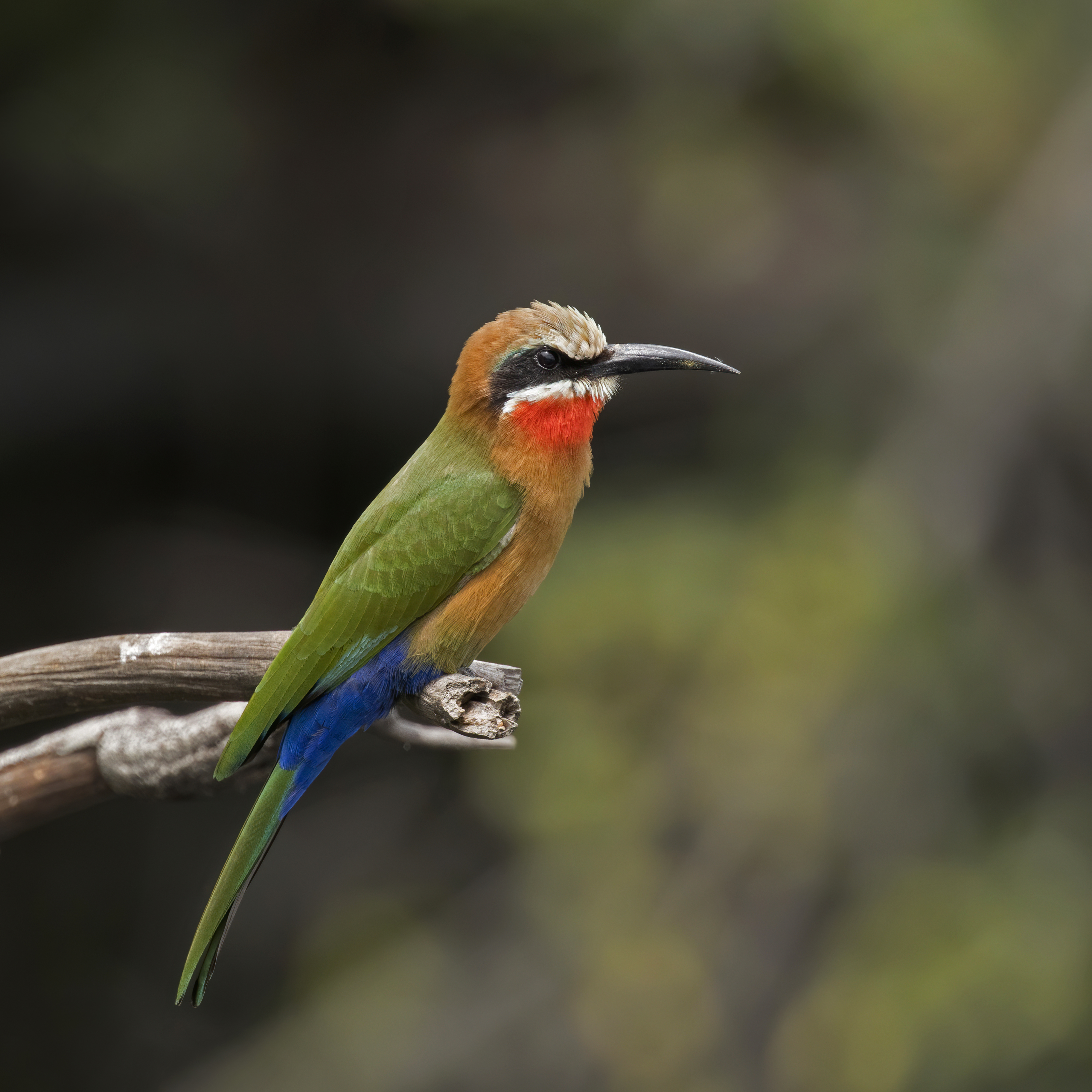
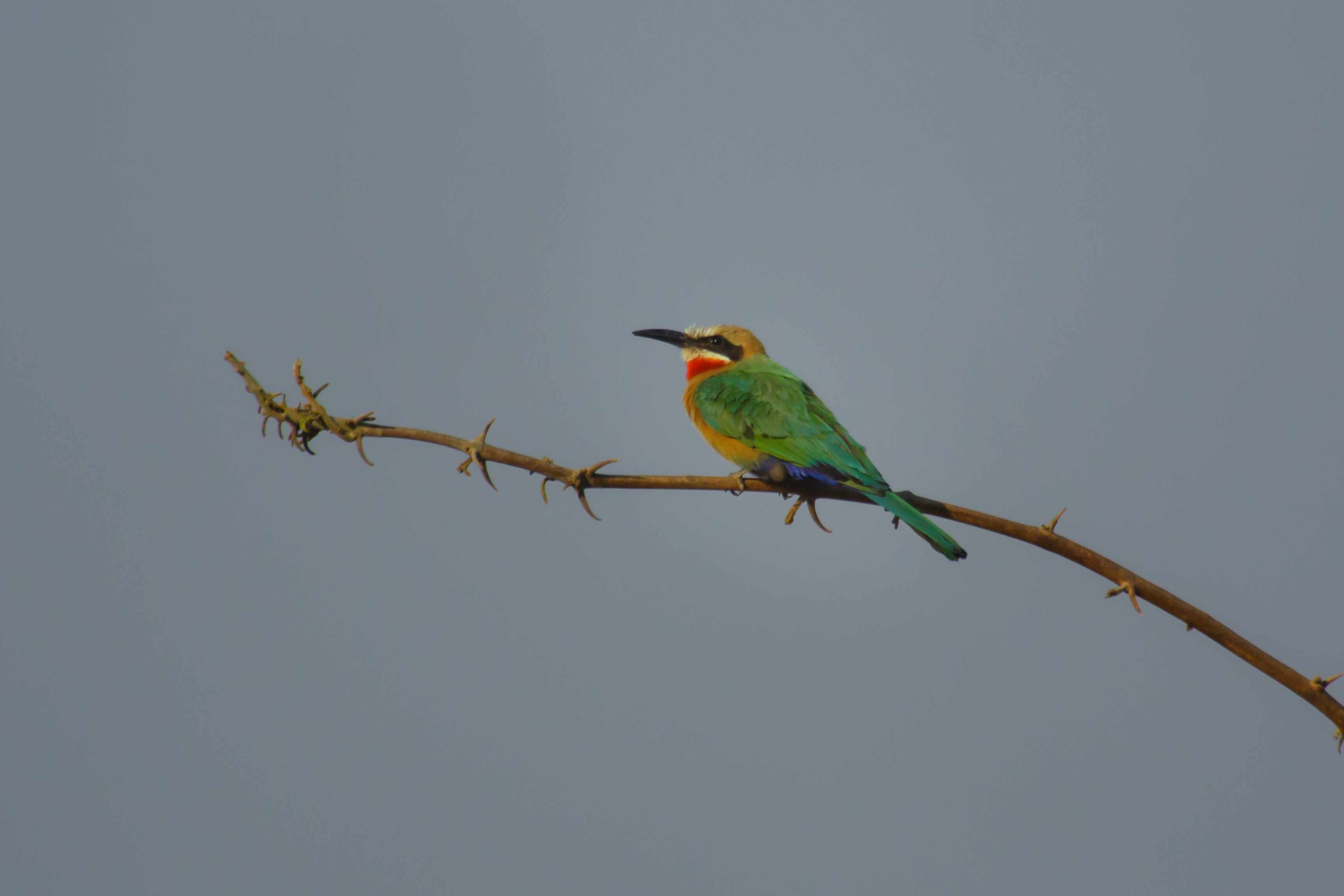